# Relaciones Costa Rica-Noruega
Las relaciones Costa Rica-Noruega se iniciaron en 1907 y se formalizaron en noviembre de 1938 con la firma de un tratado de comercio y navegación. Costa Rica tiene una embajada en Reino Unido concurrente para Noruega mientras que Noruega tiene una embajada en Bogotá, Colombia, concurrente para Costa Rica.